# Karel Pospíšil
Karel Pospíšil (6. dubna 1867 Běstvina u Chotěboře – 6. dubna 1929 Praha) byl český klavírista a skladatel.

## Životopis
Základní hudební vzdělání získal u svého děda, Josefa Pospíšila, který byl učitelem i jiných znamenitých hudebníků (např. klavíristy Alexandra Dreyschocka, jeho bratra houslisty Raimunda, klavíristy Karla Slavkovského a patrně i hudebního skladatele Zdeňka Fibicha).
Studoval na gymnáziu a na učitelském ústavu v Kutné Hoře, kde byl žákem Karla Strebla. Velký význam pro jeho hudební růst měl i strýc Karel Slavkovský, který byl jedním z nejznamenitějších českých klavíristů té doby. Krátce byl i žákem skladatele Karla Bendla.
Nejdřív působil jako učitel (později ředitel) obecné školy v Praze na Žižkově a sbormistr žižkovského pěveckého spolku Vítkov, avšak při jeho klavíristické zručnosti se stal brzy i vyhledávaným korepetitorem. Spolupracoval s nejlepšími houslisty své doby. Doprovázel na desítkách koncertů např. Jana Kubelíka, Františka Ondříčka a Jaroslava Kociana, ale i celou řadu vynikajících operních pěvců.

## Dílo
Jako skladatel začal být znám okolo roku 1900 svými sbory, písněmi a komickými scénkami. V roce 1907 zvítězil v soutěži na hudbu ke cvičení mužů na 5. všesokolském sletu. Dále se pak věnoval hudbě pro tělovýchovná vystoupení. Pro tento účel napsal asi 300 skladeb. Hrály se nejen v Česku, ale i v Belgii, Francii a Americe. Ve spolupráci se zakladatelem sokolské pohybové rytmiky Augustinem Očenáškem napsal a v roce 1928 publikoval i teoretickou práci Základy rytmického tělocviku sokolského.
Napsal rovněž zpěvohru Prášek, démon lásky (1908) a několik operet pro ochotníky, z nichž nejznámější je patrně Poprašek v šalandě. Řada písniček z těchto operet se stala dobovými šlágry.
Z ostatních skladeb byly populární jeho písně a sbory. Populární je zejména pochod Bai-kai-lai z roku 1908, vytvořený původně k propagaci pivovaru (podrobněji v článku Výstaviště Praha).